# Luigi Romanelli
Luigi Romanelli (Roma, 21 de juliol de 1751 - Milà, 1 de març de 1839) fou un llibretista d'òpera italià.
Va escriure desenes de llibrets, la majoria d'ells per les òperes que es realitzaven a La Scala de Milà. A la mateixa ciutat va ser professor de declamació al conservatori. Entre les seves obres més reeixides, La pietra del paragone de Rossini, Elisa e Claudio de Mercadante, Saladino e Clotilde de Nicola Vaccai, Fedra de Mayr i La vestale de Pacini.